# Politique étrangère de l'Espagne

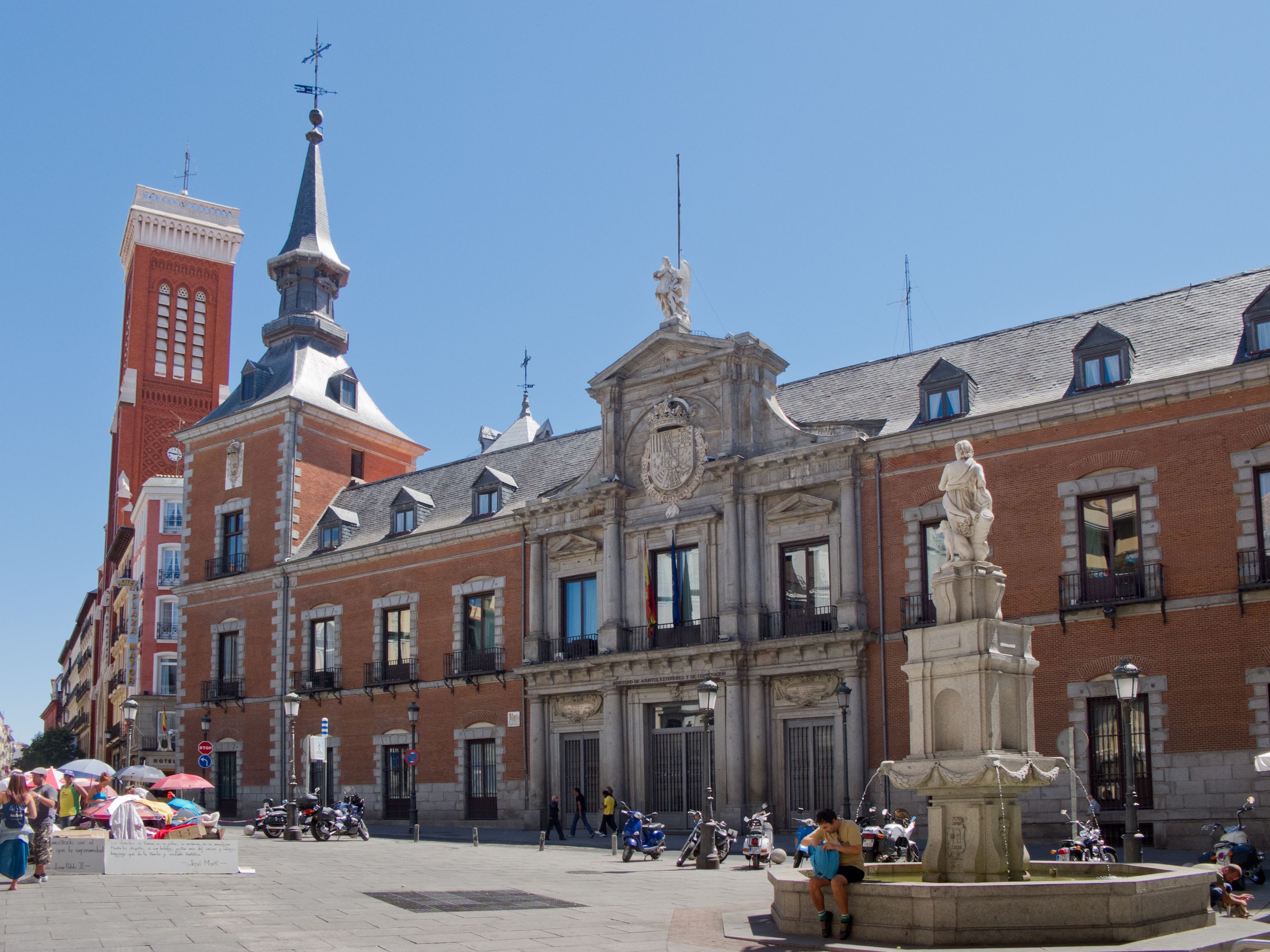
Palacio de Santa Cruz à Madrid, siège du Ministère des Affaires étrangères (Espagne).

Après le retour de la démocratie à la suite de la mort du général Franco en 1975, les priorités de la politique étrangère de l'Espagne étaient de sortir de l'isolement diplomatique des années Franco et de développer les relations diplomatiques, d'entrer dans la Communauté économique européenne, et de définir des relations de sécurité avec l'OTAN, rejoignant plus tard l'organisation en 1982.
L'Espagne s'est imposé comme un acteur majeur dans les activités multilatérales de sécurité internationales. L'adhésion de l'Espagne à l'Union européenne représente une étape importante du développement sa politique étrangère. Même sur de nombreuses questions internationales au-delà de l'Europe occidentale, l'Espagne préfère coordonner ses efforts avec ses partenaires de l'UE à travers les mécanismes de la coopération politique européenne.
Le pays entretient par ailleurs de bonnes relations avec les États-Unis et a envoyé des troupes pour soutenir la Coalition en Irak en 2004. À la suite du tremblement de terre d'Haïti de 2010, l'Espagne a envoyé le navire SPS Castilla L-52 (opération Hispaniola) afin de fournir une aide humanitaire à ce pays.

## Relations régionales
L'Espagne a conservé son identité particulière avec les autres pays hispanophones. Sa politique met l'accent sur le concept d'une communauté ibéro-américaine, essentiellement le renouvellement du concept historiquement libéral « d'hispano-américanisme », qui a cherché à relier la péninsule ibérique aux pays hispanophones d'Amérique centrale et d'Amérique du Sud par la langue, le commerce, l'histoire et la culture. L'Espagne a été un exemple efficace de transition de la dictature à la démocratie, comme en témoignent les nombreux voyages du roi et des premiers ministres espagnols dans la région. L'Espagne entretient des programmes de coopération économique et technique et des échanges culturels avec l'Amérique latine, tant sur le plan bilatéral qu'au sein de l'UE.
Entre-temps, l'Espagne a progressivement commencé à élargir ses contacts avec l'Afrique subsaharienne. Elle a un intérêt particulier dans son ancienne colonie de Guinée équatoriale, où elle maintient un important programme d'aide. Plus récemment, Madrid a cherché à établir des relations plus étroites avec le Sénégal, la Mauritanie, le Mali et d'autres pays pour trouver des solutions au problème de l'immigration clandestine vers les îles Canaries[citation nécessaire].
L'Espagne est également connue comme un courtier au Moyen-Orient. Dans ses relations avec le monde arabe, l'Espagne soutient fréquemment les positions arabes sur les questions relatives au Moyen-Orient. Les pays arabes constituent un intérêt prioritaire pour l'Espagne en raison des importations de pétrole et de gaz et parce que plusieurs pays arabes ont des investissements substantiels en Espagne[citation nécessaire].
L'Espagne a réussi à gérer ses relations avec ses trois voisins européens, la France, Andorre et le Portugal. L'adhésion de l'Espagne et du Portugal à l'UE a contribué à atténuer certaines de leurs frictions commerciales périodiques en les replaçant dans le contexte de l'UE. La coopération bilatérale franco-espagnole est renforcée par une action commune contre les violences de l'ETA basque. Les liens avec le Royaume-Uni sont généralement bons, bien que la question de Gibraltar reste sensible, notamment en raison du vote Brexit.
Aujourd'hui, l'Espagne tente d'élargir ses relations encore étroites avec les pays d'Asie orientale. La Chine, le Japon et la Corée du Sud sont les principaux centres d'intérêt de l'Espagne dans la région[citation nécessaire]. La Thaïlande et l'Indonésie sont les principaux alliés de l'Espagne dans la région de l'ANASE, avec un nombre considérable d'accords et de très bonnes relations. Ces dernières années, l'Espagne a également renforcé ses contacts, ses relations et ses investissements dans d'autres pays asiatiques, notamment au Vietnam et en Malaisie[citation nécessaire]. Les relations avec les Philippines sont, malgré le passé colonial, beaucoup plus faibles que celles qu'entretient l'Espagne avec d'autres pays de la région, surtout en ce qui concerne les aspects culturels et les programmes d'aide humanitaire.

## Représentations diplomatiques

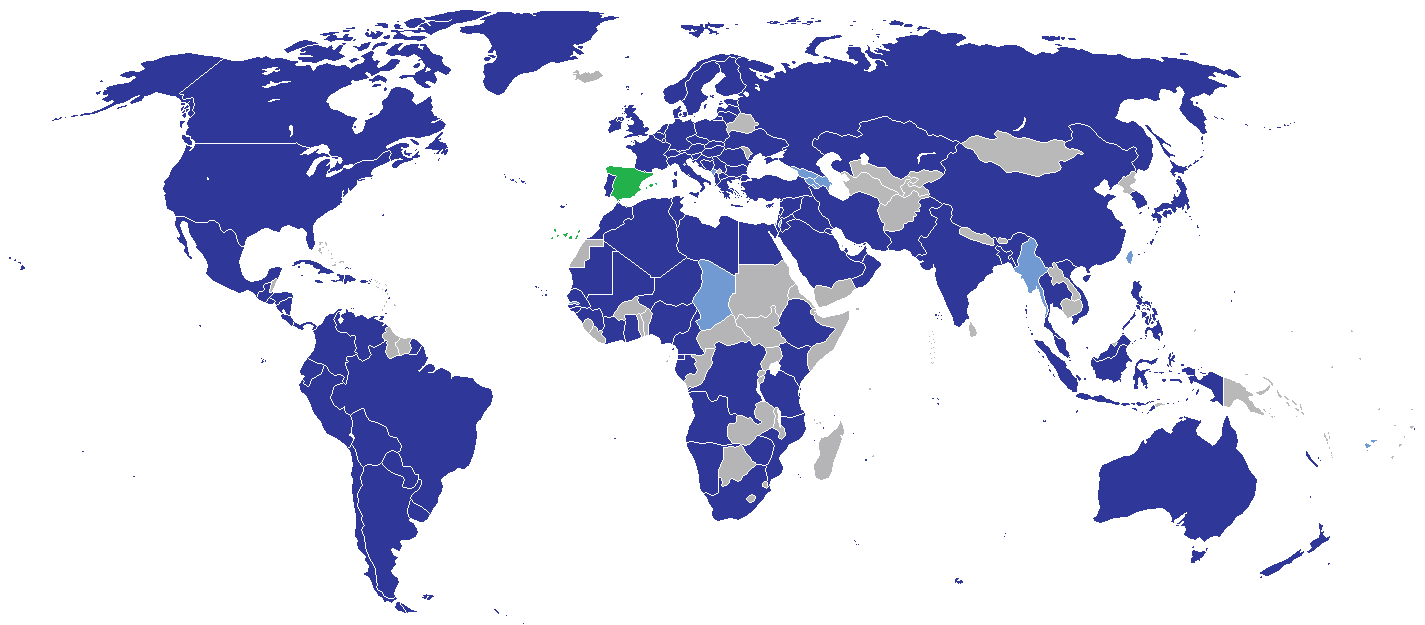
Bleu : représentations diplomatiques de l'Espagne (présence d'une ambassade ou d'un consulat).
Vert : Espagne. Gris : Absence de relations diplomatiques.

## Relations bilatérales
Voir aussi : Catégorie:Relations bilatérales de l'Espagne

## Institut Cervantes
L'Institut Cervantes (Instituto Cervantes), créé en 1991, est une institution culturelle dépendant du Ministère des Affaires étrangères espagnol. Il se consacre à la promotion et l'enseignement de la langue espagnole, et à la diffusion de la culture espagnole et hispano-américaine. Les sièges de l'institut sont à Madrid et Alcalá de Henares. Cette institution est comparable à l'Alliance française, au British Council ou au Goethe-Institut.